# Norman Maclean
Norman Fitzroy Maclean (Clarinda, 23 dicembre 1902 – Chicago, 2 agosto 1990) è stato uno scrittore statunitense.

## Biografia
Nato a Clarinda, nell'Iowa, il 23 dicembre 1902 dal presbitero John Norman Maclean e dall'insegnante Clara Davidson, nel 1910 la famiglia si è trasferita a Missoula, nel Montana.
Dopo aver conseguito un B.A. al Dartmouth College nel 1924 e un dottorato di ricerca all'Università di Chicago nel 1940, si è dedicato all'insegnamento universitario in queste stesse università fino al pensionamento, avvenuto nel 1973.
Dopo aver dato alle stampe due opere di saggistica negli anni '40, nel 1976 ha esordito nella narrativa con la raccolta di racconti In mezzo scorre il fiume.
Pubblicato dopo tre rifiuti, il libro arriva in finale al Premio Pulitzer per la narrativa (in quell'edizione non viene assegnato alcun riconoscimento) e viene trasposto in pellicola da Robert Redford nel 1992.
È morto nella sua abitazione di Chicago il 2 agosto 1990 a 87 anni dopo una lunga malattia.
Nel 1992 l'uscita postuma del saggio Young Men and Fire, sulla tragica morte di 13 giovani pompieri avvenuta nel 1949 nei pressi di Helena, è stata salutata da un buon successo di critica con la vittoria di un National Book Critics Circle Award.

## Opere

### Saggi
- The Theory of Lyric Poetry from the Renaissance to Coleridge (1940)
- A Manual of Instruction in Military Maps and Aerial Photographs (1943)
- Young Men and Fire (1992)

### Raccolte di racconti
- In mezzo scorre il fiume (A River Runs Through It, 1976), Milano, Adelphi, Fabula, 1993 traduzione di Marisa Caramella ISBN 978-88-459-0967-2.

## Premi e riconoscimenti
Premio Pulitzer per la narrativa
- 1977 finalista con In mezzo scorre il fiume

National Book Critics Circle Award
- 1992 vincitore nella categoria "Saggistica" con Young Men and Fire

## Adattamenti cinematografici
- In mezzo scorre il fiume (A River Runs Through It), regia di Robert Redford (1992)